# محترم إسكندري
محترم إسكندري (1895- 27 يوليو 1924)، مثقفة من إيران ورائدة من الحركة النسائية الإيرانية. كانت إحدى المؤسسين والرئيسة الأولى لجمعية النساء الوطنيات الإيرانيات التي تعد الجمعية الأولى لحقوق المرأة في بلاد فارس.
بصفتها أول رئيسة وناشرة لصحيفة «نسوان وطن خاه»، ألقت إسكندري محاضرات عدة تدعم فيها حقوق المرأة، بما في ذلك حقها في التعلم وإزالة الحجاب، كما نظمت مسيرات لأعضاء الجمعية أيضاً.

## السيرة الذاتية
ولدت محترم ضمن عائلة ليبرالية مفعمة بالحيوية الثقافية والنشاط السياسي في طهران، كان والدها محمد علي ميرزا إسكندري (أمير علي خان)، دستورياً ومؤسساً لجمعية الآدميات درس في دار الفنون. بدأت محترم تعليمها في المنزل مع والدها، وتلقت دروساً في الأدب الفارسي والفرنسي تحت إشراف ميرزا محمد علي خان محققي، والذي تزوج منها بعد فترة من ذلك.
عندما بلغت إسكندري سن الرشد، عانت من إصابة في النخاع الشوكي، وفي الوقت الذي كانت تعمل فيه كمدرسة، شغلت منصب مديرة لإحدى المدارس الحكومية للبنات أيضاً. قادها عدم شعورها بالرضى عن حالة حقوق المرأة في بلاد فارس بعد الثورة الدستورية إلى تأسيس «جمعية النساء الوطنيات الإيرانية» و«رابطة النساء الوطنيات في إيران» في عام 1922، حيث ساهمت هذه الجمعيات في إعادة تشكيل كل من النسوية والقومية الإيرانية.
شعرت بخيبة أمل نتيجة إنجازات الثورة الدستورية للمرأة، التي لم تلتق مع أي من أهدافها، ما دفعها في عام 1922 إلى إنشاء رابطة المرأة الوطنية بالتعاون مع عدد من النساء الرائدات في طهران. ألقت العديد من المحاضرات إضافة إلى إدارتها لمجلة الرابطة وتخطيطها لمسيرات المجتمع.
في إحدى التجمعات، أحرقت المشاركات عدداً من المنشورات التي كانت ضد النساء، ما أدى إلى اعتقال محترم من قبل المسؤولين الحكوميين. لكن هذه الحادثة جعلت اسمها معروفاً بين الشعب الإيراني. كما أسست مدرسة للنساء الراشدات وأعلنت عن استخدام السلع الوطنية.
توفيت محترم إسكندري عن عمر يناهز 29 عاماً في طهران في يوليو 1924- 1925، متأثرةً بمضاعفات جراحة الظهر التي خضعت لها عندما كانت طفلة.

## صحيفة نسوان وطن خاو
تأسست رابطة المرأة الوطنية بفعل العمل العظيم لمحترم إسكندري في عام 1922، برفقة نور الهدى منجنة والسيدة فخر آفاق. حيث شكل حق التعليم للمرأة أحد أهم أهداف الجمعية.
تشكل مجلس الإدارة بانتخاب عشر نساء من قبل رابطة النساء الوطنيات، وانتخب هذا المجلس إسكندري لتكون أول رئيسة للمجموعة.
نشرت رابطة «المرأة الوطنية» مجلة «حكمة النساء» باعتبارها خطوة على طريق تحقيق هدف تعليم المرأة، في أعقاب بدء صفوف لتعليم النساء المسنات. اعتبرت الصحيفة بمثابة الجهاز الرسمي للمجتمع الذي كانت مهمته التركيز على قضايا المرأة وحقوقها. كانت السيدة ملوك إسكندري هي المالكة لهذه المجلة، بينما كانت محترم إسكندري هي أول مديرة لها. نشرت صحيفة نسوان وطن خاو إحدى عشر قضية خلال ثلاث سنوات من عام 1923 وحتى عام 1926، حيث اجتذبت الكثير من النساء الليبراليات.

## التمرد على شر المرأة
«النساء الأشرار» هو الاسم الذي سمي به كتاب نشره عدد من معارضي تعليم المرأة وحريتها في طهران، حيث بيعت هذه النشرة من قبل مجموعة من الفتيان في ساحات المدينة الرئيسية. ذكرت نور الهدى منجنة في كتيب ذكرياتها كم كانت هذه النشرة مهينة وذكرت التالي: 
«كانت هناك كتب تُنشر تحت اسم النساء المخادعات، والتي كان بائعو الصحف صغار السن يمسكونها في كل صباح ويصرخون بأعلى أصواتهم، كتاب شر النساء، النساء الشريرات، شر النساء... لذلك قررنا أن تجتمع سبع أو ثماني نساء من جمعيتنا في ميدان سيباه في أيام محددة في الساعة العاشرة صباحًا، وشراء كل عشرة أو خمسة عشر أو عشرين كتاباً وإضرام النار بها بواسطة عيدان الثقاب التي كانت بحوزتنا.»
في أحد الأيام، ذهبت محترم إسكندري برفقة سبع نساء ليبراليات إلى ميدان الإمام الخميني لانتزاع منشورات «المرأة الشريرة» من أيدي الأطفال هناك. ثم أشعلوا النيران في وسط الميدان، في نفس المكان الذي شُنق فيه الدستوريون سابقاً. وعندما طالب الأطفال بالحصول على سعر المنشورات، ردت عليهم إسكندري بأنهم لن يحصلوا على أي أموال.

## الاعتقال بتهمة التمرد
اعتقلت الشرطة النسوة واقتادتهن إلى اللجنة (مركز الشرطة ومنطقة التحقيق الأولى بالنسبة للمتهم) بعد إقدامهن على حرق الكتب في الساحة والتسبب ببكاء الأطفال بصوت عالٍ على كتبهم المحروقة. وُضعت كل واحدة من النساء في غرفة وجرى استجوابهن بشكل منفصل. كتبت بدر الملوك في كتاب «المرأة الإيرانية من الدستورية إلى الثورة البيضاء»:
«قالت محترم إسكندري في المحكمة التابعة للحكومة إن سبب حرقنا للكتب هو محاولة إظهار عملنا في الدفاع عن شرف واستقامة أمهاتكم وأخواتكم. إذ إننا نمتلك حكمة مثل كل البشر، ونحن لسنا أشراراً. فأثرت كلماتها العاطفية والقوية على ضباط المحكمة ما جعلهم يقفون في صفها.»
سُجل اسم محترم إسكندري كأول امرأة قُبض عليها في التاريخ المعاصر بتهمة التمرد في إيران.

## مرضها وموتها
نُقلت محترم إلى المستشفى لبعض الوقت بعد فترة من توقيفها لإقدامها على حرق المنشورات وذلك بسبب شدة مرضها، حيث قال الأطباء أنه لا بد من إجراء عملية على عمودها الفقري، فهي كانت تعاني من المرض منذ طفولتها، ولطالما تعرضت للسخرية بسبب الانحناء في ظهرها. واصلت جهودها وسعيها لتحقيق المساواة للمرأة حتى في الدقائق الأخيرة من حياتها، ونصحت النساء في رابطة المرأة الوطنية بألا يتركن عملهن وأن يواصلن الكفاح للحصول على حقوق المرأة.
في النهاية، توفيت محترم في يوليو 1924، وكان عمرها حينها 29 عاماً. وقد جلبت وفاتها الحزن والأسى لكل من بجلها وعمل معها.

كتبت صدّيقة دولت آبادي في موت محترم:
«إن الحادثة الأخيرة لفقدان محترم إسكندري قد أحبطتني كثيراً لدرجة لا أستطيع شرحها، لأنني أعرف الجهود العظيمة التي بذلتها هذه الفتاة الإيرانية الشجاعة، وأعتبر أن خسارتها بمثابة مصيبة كبيرة. نعم، لقد كانت تضحياتها رائعة. لن أنسى أبداً أنهم أدانوها مراتٍ عديدة في المؤتمرات. استمعت إلى كل شيء وتمالكت نفسها حتى لا تصاب بالذهول أو الغضب، وواصلت أهدافها بخطوات ثابتة وعزم. كانت أول امرأة إيرانية في حياتي لم تتعب أبداً من بذل كل ما في وسعها لتحقيق الهدف الذي لطالما فكرت فيه. وكل ما أتمناه هو ألا تدع جميع النساء في وطني عمل هذه المرأة المحترمة يضيع سدى وألا ينهار الأساس الذي أنشأته».